# Санта-Мария-Аусилиатриче-ин-виа-Тусколана (титулярная диакония)

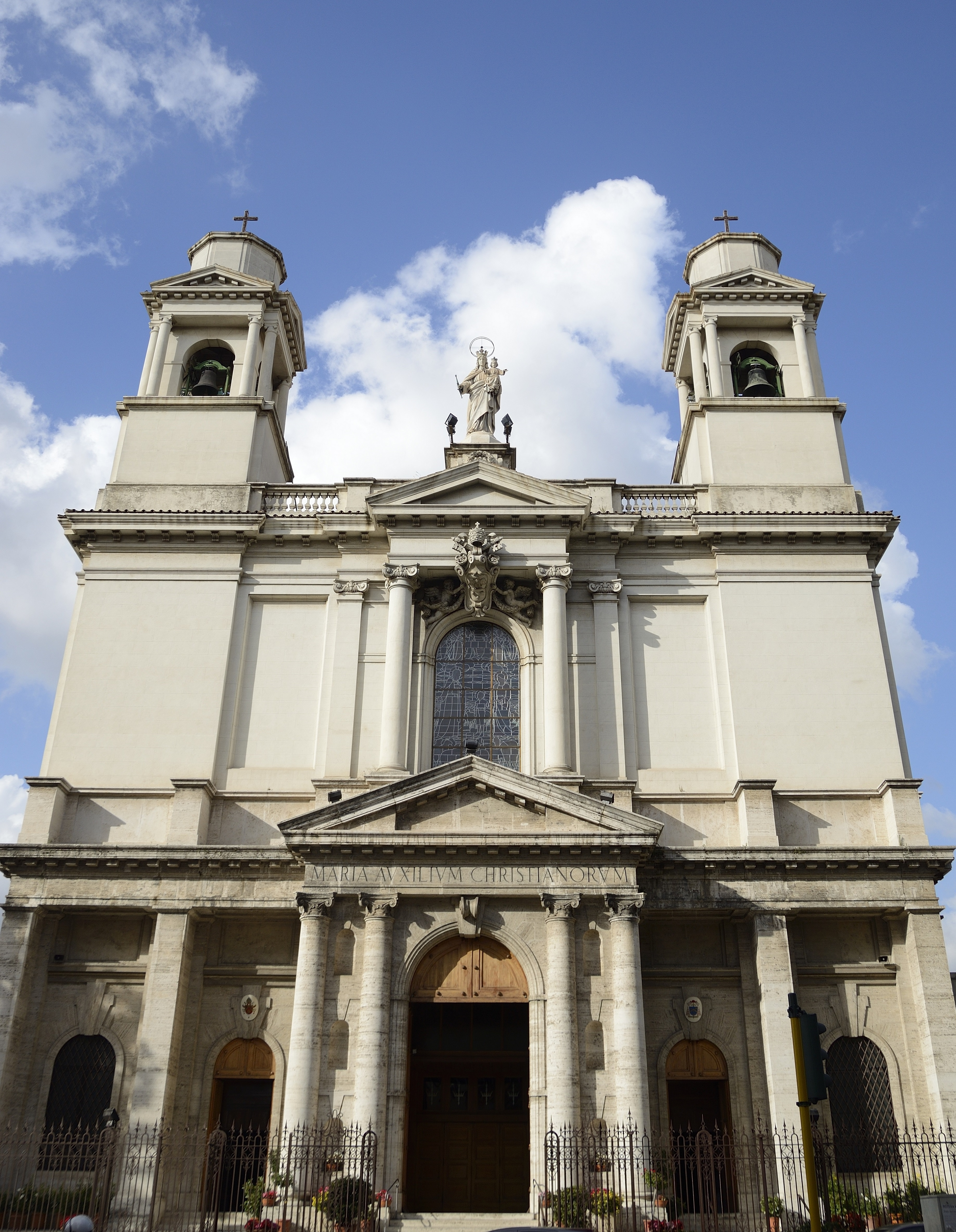

Санта-Мария-Аусилиатриче-ин-виа-Тусколана — титулярная церковь была создана Папой Павлом VI 7 июня 1967 года апостольской конституцией Ad guberncula christianae. Титулярная диакония принадлежит базилике Санта-Мария-Аусилиатриче-ин-виа-Тусколана, расположенной в квартале Рима Тусколано, на пьяцца Тусколано.

## Список кардиналов-дьяконов и кардиналов-священников титулярной диаконии Санта-Мария-Аусилиатриче-ин-виа-Тусколана
- Франческо Карпино — титулярная диакония pro illa vice (29 июня 1967 — 27 января 1978, до смерти);
- Джузеппе Каприо — (30 июня 1979 — 26 ноября 1990, назначен кардиналом-священником Санта-Мария-делла-Виттория);
- Пио Лаги — (28 июня 1991 — 26 февраля 2002, назначен кардиналом-священником Сан-Пьетро-ин-Винколи);
- Тарчизио Бертоне, S.D.B. — титулярная диакония pro illa vice (28 июня 1991 — 10 мая 2008, назначен кардиналом-епископом Фраскати);
- Паоло Сарди — (20 ноября 2010 — 13 июля 2019, до смерти);
  - вакантно (2019 — 2023);
- Анхель Фернандес Артиме — (30 сентября 2023 — по настоящее время).